# Nancy La Scala
Nancy La Scala (Buffalo, 16 giugno 1965) è un'attrice e modella statunitense.

## Biografia
Nancy La Scala nasce a Buffalo, New York, il 16 giugno 1965. È figlia di un italoamericano e di una madre di discendenze polacche, i suoi nonni paterni erano immigrati italiani originari di Napoli. Dopo aver lasciato l'Università per diventare veterinaria, Nancy inizia la sua carriera a 19 anni come modella e attrice, dopo cinque anni riesce ad ottenere piccoli ruoli in diverse serie TV, arrivando anche in Europa. Nel 1991 Il regista Peter Smillie la rende protagonista di una pubblicità di successo sulle sigarette Lark, girata a Venezia con Roger Moore. Nel 1992 stava per interpretare il ruolo di Mimi in Luna di fiele.
Tornata a New York, Nancy riceve parecchie offerte di lavoro da importanti compagnie, Acura, Macy's, TD Waterhouse, Land's End e State Farm. Peter Madak le ha offerto una piccola comparsa nel suo film horror Species II, sequel del fortunato Specie mortale, con Michael Madsen e Natasha Henstridge. In questa pellicola Nancy ricopre il ruolo della Debuttante Marcy, dove le viene fatta girare assieme a Raquel Gardner (che interpreta sua sorella minore) una scena di nudo integrale con l'attore Justin Lazard. Una volta trasferitasi a Hollywood, ha recitato a fianco di attrici famose. In La donna perfetta con Nicole Kidman, In the Cut, con Meg Ryan e in Guardian con gli attori James Remar, Ice T e Mario Van Peebles, dove interpreta una poliziootta.
Ha fatto anche un provino per una parte nel primo film Sin City, di Robert Rodriguez e Frank Miller, ma senza superarlo. Nel 2008 è tornata nuovamente in Italia per la presentazione del film in concorso alla 65ª Mostra del Cinema di Venezia Vegas: Based on a True Story, regia di Amir Naderi. Nel 2014 ha un piccolo ruolo nel film Jersey Boys al fianco di Vincent Piazza e con la regia di Clint Eastwood.

## Vita privata
Oggi Nancy vive a Los Angeles, nel 2009 ha fondato una compagnia tutta sua a favore degli animali domestici, la Throw Your Dog A Bone.

## Curiosità
- È alta 1 m e 75.
- Oltre ad essere attrice è anche produttrice e decoratrice.

## Filmografia parziale

### Cinema
- Species II, regia di Peter Medak (1998)
- Guardian, regia di John Terlesky (2000)
- In the Cut, regia di Jane Campion (2003)
- La donna perfetta (The Stepford Wives), regia di Frank Oz (2004)
- Vegas: Based on a True Story, regia di Amir Naderi (2008)
- Voodoo Possession, regia di Walter Boholst (2014)
- Courting Chaos, regia di Alan Clay (2014)
- Jersey Boys, regia di Clint Eastwood (2014)

### Televisione
- Criminal Minds - serie TV, episodio 8x06 (2012)
- Castle - serie TV, episodio 5x14 (2013)